# Santo Amaro (Vila Nova de Foz Côa)
Santo Amaro is een plaats (freguesia) in de Portugese gemeente Vila Nova de Foz Côa en telt 94 inwoners (2001).